# HD159515
HD159515 — хімічно пекулярна зоря спектрального класу A5, що має видиму зоряну величину в смузі V приблизно  9,4.
Вона  розташована на відстані близько 5177,1 світлових років від Сонця.